# Classicismo soviético

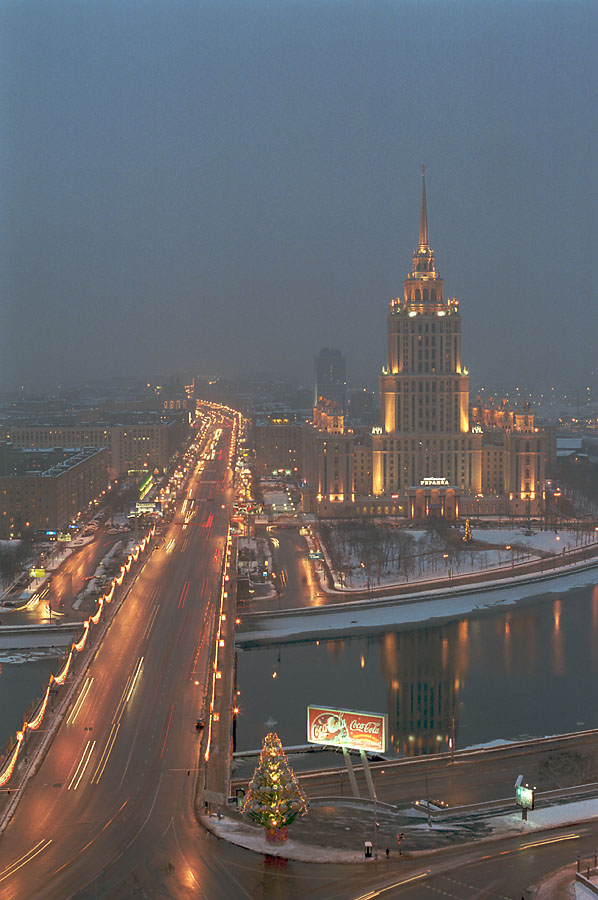
O luxuoso Hotel Radisson Royal, um dos principais representantes do Classicismo soviético.

O Classicismo soviético (em russo: Сове́тский монумента́льный классици́зм) também conhecido por Classicismo monumental ou Arquitetura Stalinista foi um movimento arquitetônico surgido na União Soviética dos anos 1930.
A história do Classicismo soviético começa com o descarte do Construtivismo russo por parte das autoridades soviéticas. Com as principais metas de habitação básica do governo soviético já cumpridas, o líder Joseph Stálin autorizou um processo de refinamento e requinte da arquitetura, por meio do chamado Classicismo soviético. No período em que foi tendência na URSS, o estilo também inspirou vários de seus usos e características nos demais países socialistas da época.
O Classicismo soviético perdeu forças nos anos 1950, quando após a morte de Stálin, seu sucessor, Nikita Khrushchov, denunciou os supostos "excessos" cometidos pelo antigo líder soviético, e o estilo arquitetônico acabou representando tais excessos, levando ao seu gradual descarte.
As principais influências do Classicismo soviético foram o próprio Construtivismo, o Naryshkin, o Gótico, o Realismo socialista e o estilo Império.
As principais obras do Classicismo soviético incluem os Arranha-céus de Stálin, também conhecidos como as Sete irmãs, um grupo de sete arranha-céus construídos em Moscou, entre 1947 e 1953, que pretendiam modernizar a cidade. As técnicas usadas eram um misto entre o Naryshkin, o Gótico e tecnologias usadas nos grandes edifícios americanos. Os sete edifícios construídos foram o Hotel Radisson Royal e o Leningradskaya, o prédio da Universidade de Moscou, a sede do Ministério de Assuntos Estrangeiros, o prédio de escritórios de Krasnye Vorota e dois prédios de apartamentos localizados na Praça Kurdinskaya e no  Koltenitcheskaya.